# Stedesand
Stedesand (mooring Stääsönj) és u municipi del districte de Nordfriesland, dins l'Amt Südtondern, a l'estat alemany de Slesvig-Holstein. Havia format part de l'antic Amt Bökingharde. El 1973 es va fusionar amb els municipis de Störtewerkerkoog i Wester Schatebüll. El 31 de desembre del 2023 tenia 891 habitants.